# ASPHD2
ASPHD2 (англ. Aspartate beta-hydroxylase domain containing 2) – білок, який кодується однойменним геном, розташованим у людей на довгому плечі 22-ї хромосоми. Довжина поліпептидного ланцюга білка становить 369 амінокислот, а молекулярна маса — 41 699.
| 10         |  | 20         |  | 30         |  | 40         |  | 50         |
| ---------- |  | ---------- |  | ---------- |  | ---------- |  | ---------- |
| MVWAPLGPPR |  | TDCLTLLHTP |  | SKDSPKMSLE |  | WLVAWSWSLD |  | GLRDCIATGI |
| QSVRDCDTTA |  | VITVACLLVL |  | FVWYCYHVGR |  | EQPRPYVSVN |  | SLMQAADANG |
| LQNGYVYCQS |  | PECVRCTHNE |  | GLNQKLYHNL |  | QEYAKRYSWS |  | GMGRIHKGIR |
| EQGRYLNSRP |  | SIQKPEVFFL |  | PDLPTTPYFS |  | RDAQKHDVEV |  | LERNFQTILC |
| EFETLYKAFS |  | NCSLPQGWKM |  | NSTPSGEWFT |  | FYLVNQGVCV |  | PRNCRKCPRT |
| YRLLGSLRTC |  | IGNNVFGNAC |  | ISVLSPGTVI |  | TEHYGPTNIR |  | IRCHLGLKTP |
| NGCELVVGGE |  | PQCWAEGRCL |  | LFDDSFLHAA |  | FHEGSAEDGP |  | RVVFMVDLWH |
| PNVAAAERQA |  | LDFIFAPGR  |  |            |  |            |  |            |

A: Аланін

C: Цистеїн

D: Аспарагінова кислота

E: Глутамінова кислота

F: Фенілаланін

G: Гліцин

H: Гістидин

I: Ізолейцин

K: Лізин

L: Лейцин

M: Метіонін

N: Аспарагін

P: Пролін

Q: Глутамін

R: Аргінін

S: Серин

T: Треонін

V: Валін

W: Триптофан

Кодований геном білок за функцією належить до оксидоредуктаз. 
Білок має сайт для зв'язування з іонами металів, іоном заліза. 
Локалізований у мембрані.